# Ctimene tricinctaria
Ctimene tricinctaria är en fjärilsart som beskrevs av Carl von Linné 1767. Ctimene tricinctaria ingår i släktet Ctimene och familjen mätare. Inga underarter finns listade i Catalogue of Life.

## Bildgalleri

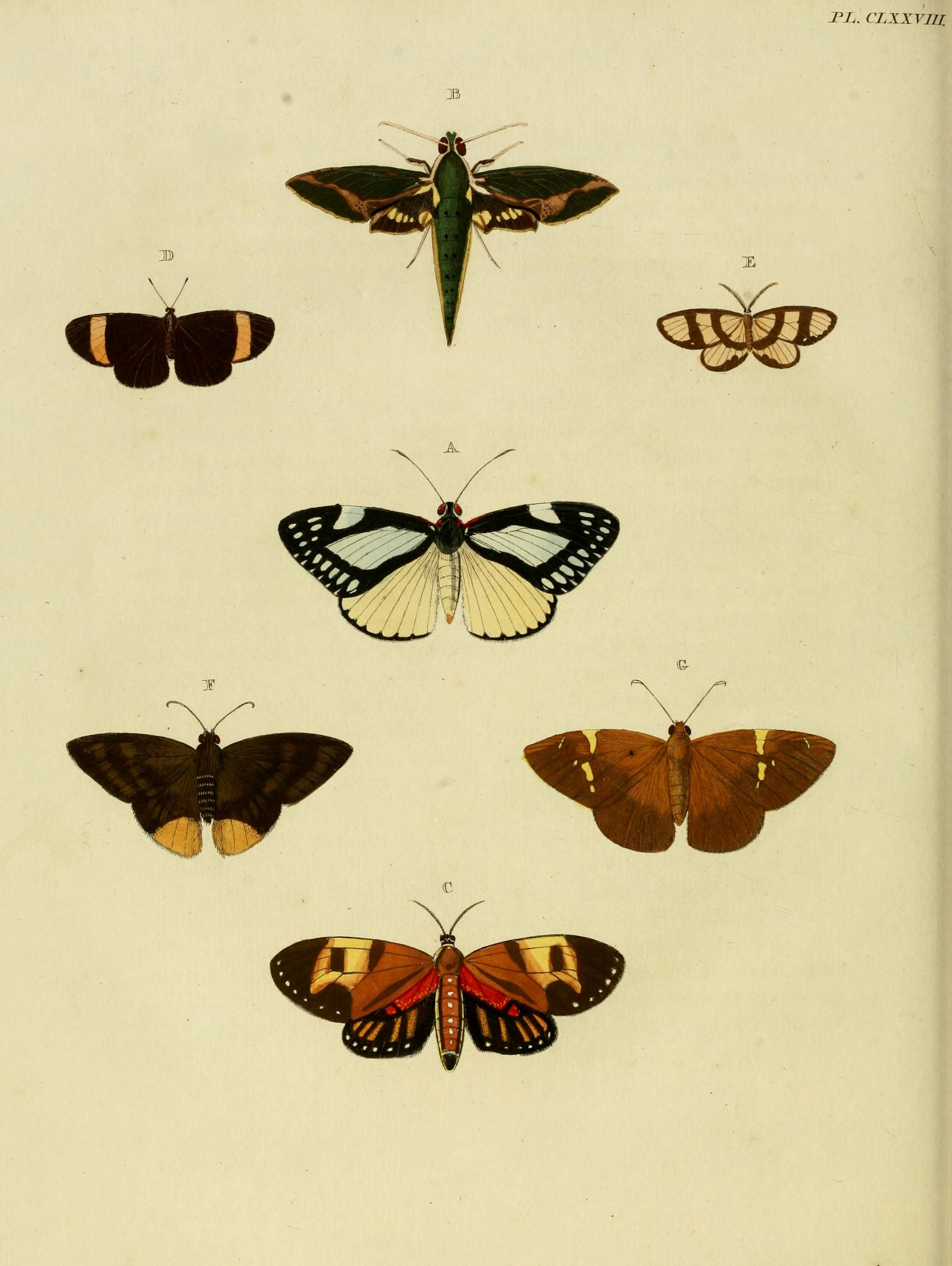
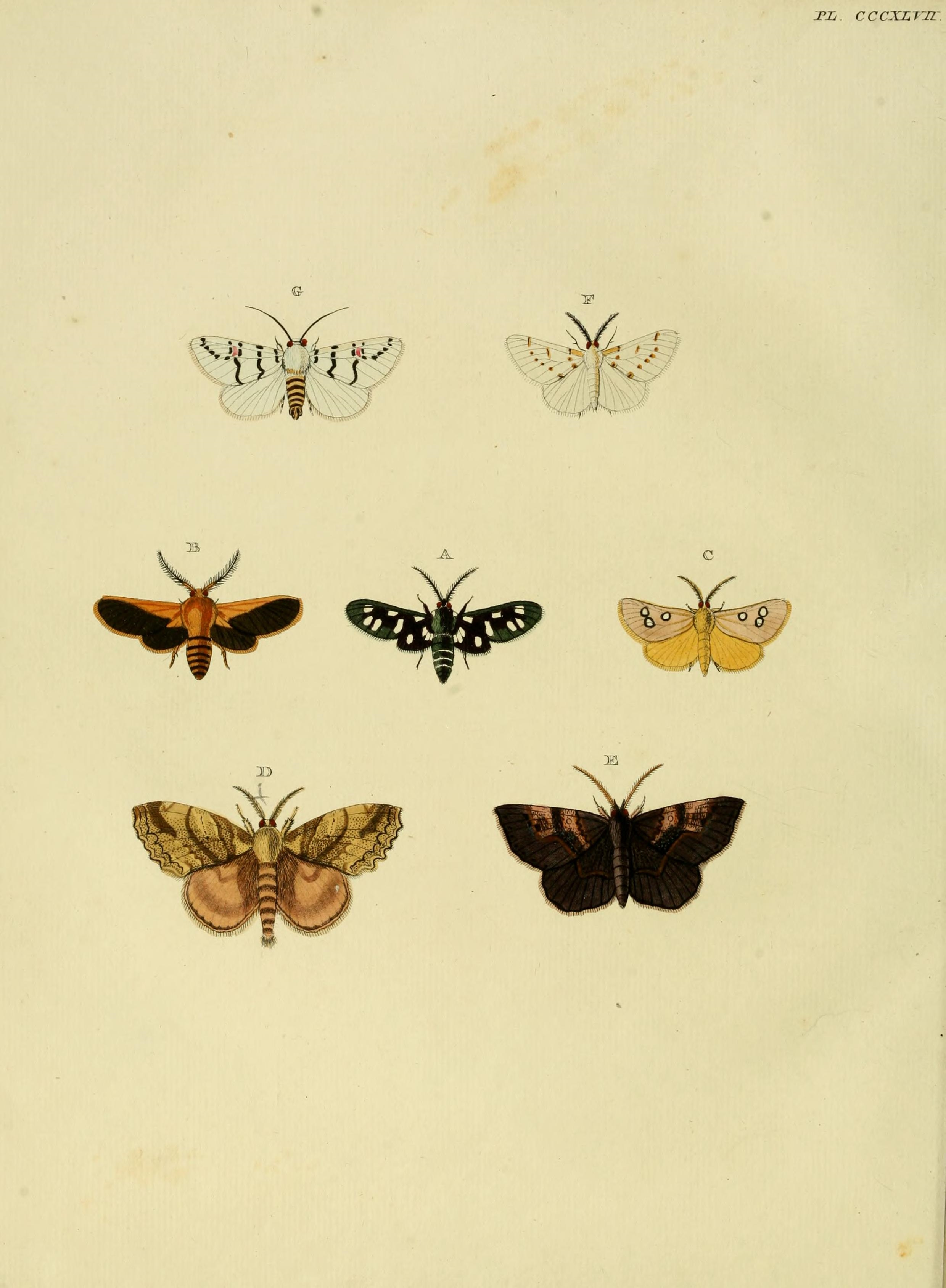